# Darko (vidéaste)
Pour les articles homonymes, voir Darko et Božović.
Ne doit pas être confondu avec Darko Božović.
Darko Bozovic, plus connu sous le nom de Darko, est un vidéaste web, ancien candidat de téléréalité et ancien joueur esport français, né le 22 mai 1991. Il s'est fait connaître en 2016 lors de sa participation à la dixième saison de l'émission Secret Story. Depuis, il a su convertir sa notoriété télévisuelle en une carrière sur les réseaux sociaux.

## Biographie

### Parcours dans l'esport
Darko Bozovic a été impliqué dans le milieu de l'esport sous le pseudonyme de Dreamz. Il était joueur de World of Warcraft en mode arène 3v3, ayant participé aux régionales de la BlizzCon en 2011 et 2012, sans toutefois remporter de titres majeurs. En février 2014, il intègre la structure esportive Millenium en tant que manager de l'équipe League of Legends, présente en LCS. Toutefois, son passage fut de courte durée, l'équipe préférant reprendre la main sur la gestion de ses activités après un split et demi.

### Carrière dans la téléréalité

#### 2016: Saison 10 deSecret Story
En 2016, Darko rejoint le casting de la saison 10 de Secret Story, diffusée sur TF1. Son secret, présenté dans l'émission, est lié à son passé dans le monde de l'esport, un domaine alors en pleine expansion médiatique. Sa participation lui permet de gagner en visibilité et de se constituer une communauté sur les réseaux sociaux. Bien qu'il n'ait pas remporté l'émission, Darko atteint les demi-finales.

#### 2017:Les Marseillais vs le reste du monde
En 2017, Darko participée a Les Marseillais vs Le reste du monde, mais il quitte l'émission après 48 heures. Il a exprimé son mécontentement concernant l'artificialité des interactions entre les candidats, qu'il estimait manipulées pour le show,. Il a également critiqué les relations amoureuses stratégiques au sein de l'émission,. Le contrat initialement négocié comprend une rémunération entre 2 800 et 3 000 euros pour deux semaines de tournage, mais il n'y est resté que deux jours.

#### 2024:Les Traitres, nouvelle génération
En 2024, Darko participe à un spin-off de Les Traîtres, nouvelle génération sur la plateforme M6+. Dans cette édition, le jeu se base sur des stratégies de manipulation et de tromperie, et Darko, fort de son expérience en téléréalité, met en avant ses compétences dans ce domaine. Lors de son intervention, il déclare ne pas avoir de limites et se considère comme un expert en manipulation, notamment en raison de ses précédentes participations à des émissions où garder des secrets et mentir faisaient partie intégrante du jeu. Il s'affiche donc comme un concurrent redoutable, prêt à utiliser ses stratégies pour naviguer dans cet environnement où les alliances et les trahisons sont des éléments clés.

### Carrière sur YouTube
En janvier 2017, Darko débute sa reconversion sur YouTube. Il publie principalement des vidéos humoristiques de divertissement sur sa chaîne. Sa popularité sur la plateforme est également renforcée par son activité sur les réseaux sociaux, notamment Instagram, où il partage des clichés de ses séances photo en tant que modèle.
En 2021, il lance une série de vidéos intitulée Darko recherche l'amour, dans laquelle il explore de manière humoristique sa quête de la compagne idéale. Cette initiative s'inscrit dans un partenariat avec l'application de rencontre Fruitz.
En 2023, Darko s'est confié dans l'émission Safe Zone présentée par Faustine Bollaert, où il a expliqué comment sa carrière de créateur de contenus lui permet de vivre confortablement. Il a déclaré avoir trouvé un équilibre entre sa passion et sa vie personnelle, mettant en avant sa chance de pouvoir vivre de son activité.

### Diversification des activités
En octobre 2020, Darko et Bastos lancent une application mobile appelée Cap jeux de soirée. Ce projet s'inscrit dans la continuité de leur activité sur YouTube, où ils se sont fait connaître en participant à des défis et en impliquant leur communauté dans des concepts amusants. L'application propose un jeu de défis, permettant aux utilisateurs de "pimenter" leurs soirées en se lançant dans des challenges. Elle comprend deux modes : une version "soft" gratuite et une version "hot" payante, avec des défis plus osés. Les défis sont répartis en cinq thématiques, offrant une variété d'options, de l’action individuelle aux défis en équipe. L'application, disponible sur iOS et Android à plus de 1000 défis répertoriés,.

## Vie privée
En juillet 2023, Darko a partagé un épisode marquant de sa vie lors de son apparition dans l'émission Safe Zone animée par Faustine Bollaert. À l'âge de 17 ans, il a perdu son meilleur ami, Ulysse, dans un accident de moto, un événement qui a profondément affecté son parcours personnel. Bouleversé par cette tragédie, Darko a cessé de participer à des activités sociales et physiques, adoptant une alimentation déséquilibrée.
Pendant plusieurs années, il s'est laissé emporter par la souffrance, se retirant de ses passions comme le sport. Cependant, avec le temps, il a réussi à surmonter cette période difficile en adoptant une meilleure hygiène de vie et en retrouvant progressivement la joie de vivre. Cette épreuve a marqué un tournant important dans sa transformation physique et a joué un rôle central dans sa résilience et son parcours de rétablissement.

## Filmographie

### Émission de télévision
- 2016 : Saison 10 de Secret Story, sur TF1
- 2017 : Les Marseillais vs le reste du monde, sur W9
- 2024 : Les Traitres, nouvelle génération, sur M6+